# Valerián Bartalský
Valerián Bartalský (1. ledna 1942 – 28. dubna 2021) byl slovenský fotbalový útočník.

## Fotbalová kariéra
V československé lize hrál za ČH/Slovnaft Bratislava a Baník Ostrava. Nastoupil ve 127 ligových utkáních a dal 26 gólů. V Poháru UEFA nastoupil ve 2 utkáních. Za dorosteneckou reprezentaci nastoupil v 1 utkání, v němž dal 2 góly, za juniorskou reprezentaci ve 3 utkáních a dal 1 gól a za olympijskou reprezentaci nastoupil ve 4 utkáních a dal 1 gól.

## Ligová bilance
| Ročník                                   | Zápasy | Góly | Minuty | Klub                |
| ---------------------------------------- | ------ | ---- | ------ | ------------------- |
| 1. československá fotbalová liga 1960/61 | 10     | 0    | 711    | ČH Bratislava       |
| 1. československá fotbalová liga 1961/62 | 3      | 0    | 159    | ČH Bratislava       |
| 1. československá fotbalová liga 1963/64 | 9      | 1    | 554    | Slovnaft Bratislava |
| 1. československá fotbalová liga 1965/66 | 13     | 5    | 1 170  | Baník Ostrava       |
| 1. československá fotbalová liga 1967/68 | 26     | 7    | 2 326  | Baník Ostrava       |
| 1. československá fotbalová liga 1968/69 | 22     | 4    | 1 844  | Baník Ostrava       |
| 1. československá fotbalová liga 1969/70 | 16     | 4    | 1 417  | Baník Ostrava       |
| 1. československá fotbalová liga 1970/71 | 24     | 5    | 1 979  | Baník Ostrava       |
| 1. československá fotbalová liga 1971/72 | 4      | 0    | 313    | Baník Ostrava       |
| CELKEM                                   | 127    | 26   | 10 513 |                     |